# Bodo von Pyrmont
Bodo von Pyrmont († 1395) war von 1372 bis zu seinem Tod Fürstabt von Corvey.

## Leben
Der der Familie der in Lügde residierenden Grafen von Pyrmont  entstammende Bodo von Pyrmont wurde 1372 nach der Absetzung seines Vorgängers Ernst von Braunschweig-Grubenhagen zum Abt von Corvey gewählt. Im Gegensatz zu seinem Vorgänger genoss er „den Ruhm eines gottesfürchtigen und klugen Mannes, der zum Nutzen des Stifts regierte, wenn er auch nicht im Stande war, die frühere Ordnung und den ehemaligen Wohlstand wieder zurück zu rufen.“ So war er 1378 gezwungen, den Corveyischen Anteil an der Burg Beverungen und die Güter in Haddenberg und 1391 den Anteil an der Burg Blankenau an das Fürstbistum Paderborn zu verpfänden.